# Robert Newton
Pour les articles homonymes, voir Newton.
Robert Newton, né à Shaftesbury, comté de Dorset, Angleterre, le 1er juin 1905, et mort d'une crise cardiaque à Beverly Hills en Californie, le 25 mars 1956, est un acteur britannique.

## Biographie
Il s'est surtout fait connaître grâce à ses interprétations de pirates dans des films comme L'Île au trésor (rôle de Long John Silver) ou Barbe-Noire le pirate.

### Service militaire
Newton s’enrôle dans la Royal Navy pendant la Seconde Guerre mondiale et fait son service actif avec le grade de Able seaman (matelot breveté) à bord du HMS Britomart, qui combattit comme navire d’escorte de plusieurs convois russes de l'Arctique. Après deux ans et demi dans la Royal Navy, il est libéré pour des raisons médicales en 1943.

## Filmographie sélective
- 1932 : Reunion de Ivor Campbell
- 1937 : Dark Journey de Victor Saville
- 1937 : L'Invincible Armada (Fire Over England) de William K. Howard
- 1937 : Farewell Again de Tim Whelan
- 1937 : The Squeaker de William K. Howard
- 1937 : 21 Days de Basil Dean
- 1937 : The Green Cockatoo de William Cameron Menzies
- 1938 : Vessel of Wrath d'Erich Pommer
- 1938 : Yellow Sand de Herbert Brenon
- 1939 : Dead Men are Dangerous de Harold French
- 1939 : Poison Pen de Paul Stein
- 1939 : La Taverne de la Jamaïque (Jamaica Inn) d'Alfred Hitchcock : James Trehearne
- 1939 : Hell's Cargo de Harold Huth
- 1940 : Hantise (Gaslight) de Thorold Dickinson
- 1940 : Busman's Honeymoon de Arthur B. Woods
- 1941 : Le Chapelier et son Château (Hatter's Castle) de Lance Comfort
- 1941 : Channel Incident de Anthony Asquith
- 1941 : La Commandante Barbara (Major Barbara) de Gabriel Pascal
- 1942 : Wings and the woman de Herbert Wilcox
- 1944 : Heureux Mortels (This Happy Breed) de David Lean
- 1944 : Henry V (The Chronicle History of King Henry the Fift with his battell at Agincourt in France) de Laurence Olivier : Pistol
- 1946 : Night Boat to Dublin de Lawrence Huntington
- 1947 : Huit Heures de sursis (Odd Man Out) de Carol Reed : Lukey
- 1947 : Le Port de la tentation (Temptation Harbour) de Lance Comfort : Bert Mallison
- 1948 : Oliver Twist de David Lean : Bill Sikes
- 1948 : Snowbound de David McDonald
- 1948 : Les Amants traqués (Kiss the Blood Off My Hands) de Norman Foster : Harry Carter
- 1949 : L'Obsédé (Obsession) d'Edward Dmytryk
- 1950 : Waterfront de Michael Anderson
- 1950 : L'Île au trésor (Treasure Island) de Byron Haskin : Long John Silver
- 1951 : Trois Troupiers (Soldiers Three) de Tay Garnett :	Pvt. Bill Sykes
- 1951 : Tom Brown's Schooldays de Gordon Parry
- 1952 : Les Misérables de Lewis Milestone : Etienne Javert
- 1952 : Barbe-Noire le pirate (Blackbeard the Pirate) de Raoul Walsh : Barbe Noire
- 1952 : Androclès et le Lion (Androcles and the Lion) de Chester Erskine et Nicholas Ray : Ferrovius
- 1953 : Les Rats du désert (The Desert Rats) de Robert Wise
- 1954 : Le Vagabond des îles (The Beachcomber) de Muriel Box
- 1954 : Écrit dans le ciel (The High and the Mighty) de William A. Wellman
- 1954 : Le Pirate des mers du Sud (Long John Silver) de Byron Haskin
- 1956 : Le Tour du monde en quatre-vingts jours (Around the World in Eighty Days) de Michael Anderson : Mr Fix